# Тростянецький парк
Тростяне́цький парк — парк-пам'ятка садово-паркового мистецтва загальнодержавного значення в Україні. Розташований в місті Тростянець Сумської області.
Заснував парк у 1833 році і розбудовував його до 1887 року Іван Скоропадський (1805—1887).

## Загальна характеристика

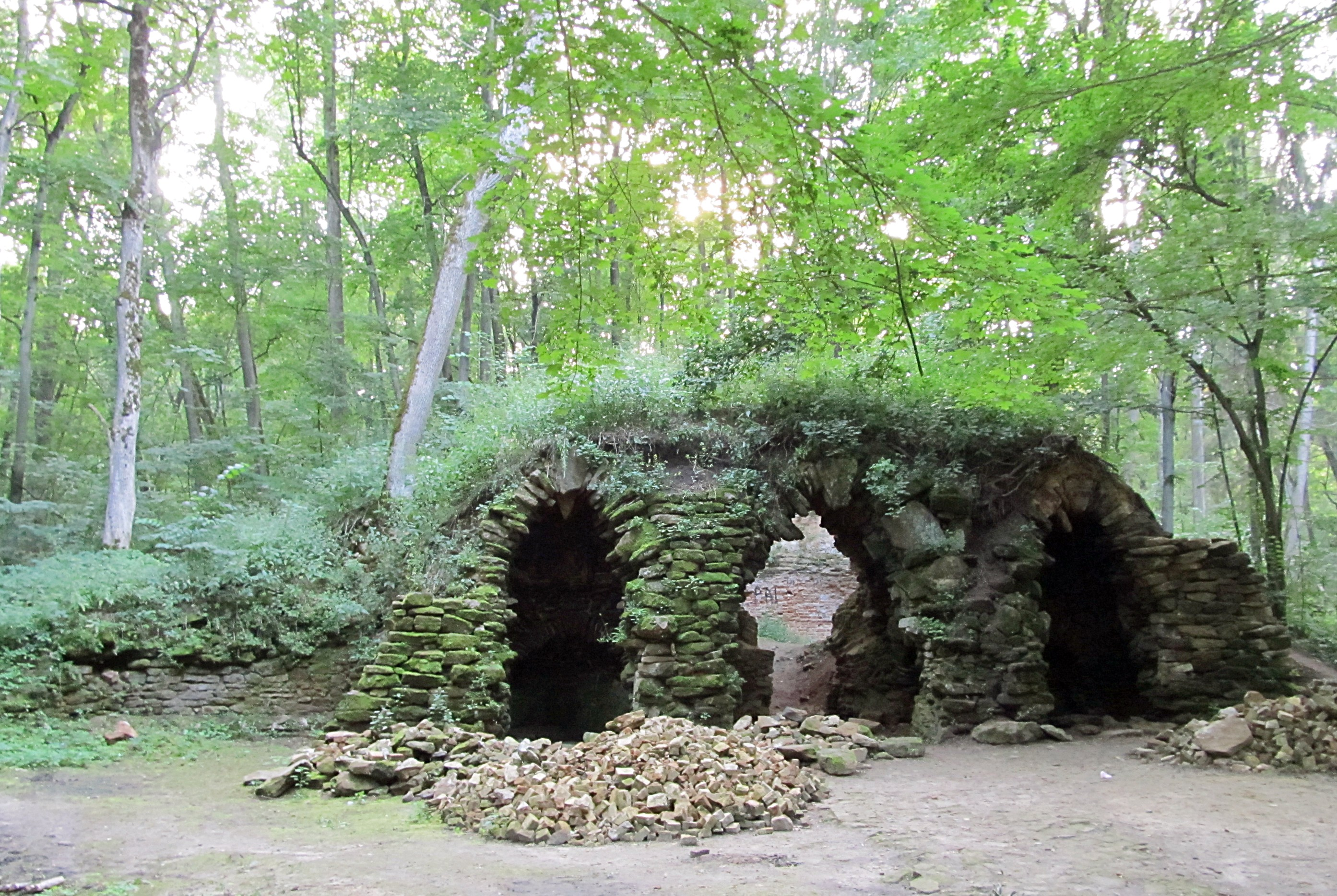
Руїни «Гроту німф»

Площа парку 253 гектари (за іншими даними — 256 га). Сучасний статус — з 1990 року. Перебуває у віданні ДП «Тростянецький лісгосп», Нескучанське л-во. 
Парк розташований на західній околиці міста Тростянець, в урочищі Нескучному (звідси його друга назва — Нескучанський парк, або заповідник). Основу Нескучного складає дібровий лісовий масив природного походження. Композиційну вісь його складають три озера, які розташовані в руслі колишньої річки Тростинки (від неї й з'явилася назва міста). Загальна площа водойм — 18,4 га.
У Нескучанському парку є «Грот Німф» і Краснотростянецька лісова науково-дослідна станція.

## Рослинність парку
На схилах Тростянецького парку ростуть представники 40 родин, тобто понад 100 видів, рослин: дуб, ясен, липа, клен, береза, ільмові породи тощо. Ближче до водойм висаджені біогрупи сосни (чорної, австрійської, звичайної, веймутової), ялини та модрини. 
У парковому деревостані трапляються дуби, вік яких сягає 300—400 років, діаметр — 2 і більше метрів, а висота — близько 30 метрів.

## Історія створення
Згідно з даними Державного реєстру природно-заповідного фонду України, парк засновано на початку XIX століття нащадками Тимофія Васильовича Надаржинського, духівника царя Петра І. Від початку створення й до 1917 року парк змінив кількох господарів: Надаржинських, Корсакових, Голіциних. З 1874 року Нескучанська перлина належала цукрозаводчику Леопольду Кенігу. 
Озера, які складають неповторну композиційну картину парку, були створені штучно. Перші два — на початку XIX століття. Період народження третього — 1980-ті роки. Водойми виникли шляхом побудови дамб на річці Тростинка. 
У 1809 році (за часів князя Голіцина) на територія Нескучанського парку виник мальовничий «Грот Німф». Він був побудований на честь 100-річчя перемоги російського війська під Полтавою. У споруді влаштовувалися театралізовані вистави, де танцювали німфи (звідки й назва) та сильфіди. Існує легенда, що «Грот Німф» є «воротами» в підземний хід, який сягає монастиря в Охтирці. 
На північному узліссі Кеніг у 1923 році побудував дім, у якому сьогодні міститься офіс Краснотростянецького відділення Українського науково-дослідного інституту лісового господарства. Це — найстаріша науково-дослідна установа лісового профілю в Україні, побудована на базі Тростянецького лісгоспу. У 1960-ті роки навколо держлісгоспу було насаджено дендропарк.

## Наукова та культурна спадщина
Тростянецький парк-пам'ятка має велику естетичну, культурну й наукову цінність. Щороку там відбуваються пленери художників-пейзажистів, окремі роботи яких зберігаються в галереї маєтку Голіцина. 
У Краснотростянецькому відділенні Українського науково-дослідного інституту лісового господарства починали свою наукову діяльність академіки А. Жуков, П. Погребняк, лісівник-дослідник П. Фальковський, лісівник-типолог П. Кожевніков. У Тростянецьких лісах проводили свої дослідження професори С. П'ятницький, Б. Шустов, Д. Лавриненко, П. Ізюмський та багато інших. Матеріали досліджень, забрані в тростянецьких лісах, займають значне місце в ряді монографій та капітальних робіт таких вчених: Г. Висоцького («О гидрологическом и метеорологическом влиянии лесов», 1949), М. Давидова («Чорна вільха Європейської частини СРСР», 1960 р.), В. Шумакова («Типы лесных культур и плодородие почв», 1963 р.), Д. Лавриненко («Взаимодействие древесных пород в различных типах леса», 1965 р.) та інших. 
У 1864 році на території Тростянецького парку гостював композитор П. Чайковський, який був захоплений красою місцевої природи, про що писав у листі до своєї сестри. Тростянецькі смарагдові багатства бачив і український письменник А. Дімаров. Свої враження від побаченої краси він виклав у автобіографічному творі «Прожити й розповісти».

## Проблеми охорони дендропарку Тростянець
Щорічно у парку різними видами рубок заготовлюється близько 400 м3 на площі близько 110 га, чим завдається істотний збиток біорізноманіттю.

## Галерея

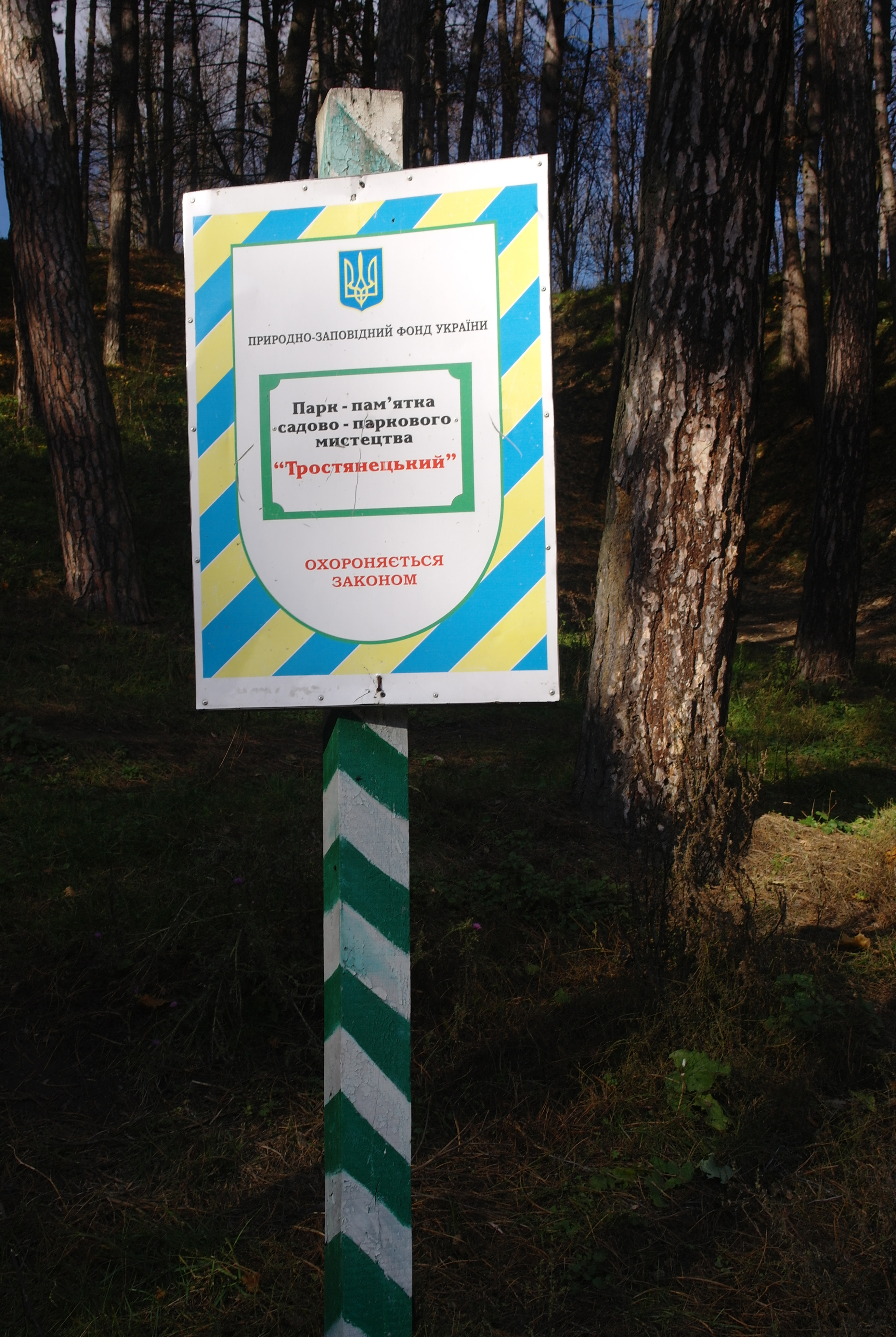
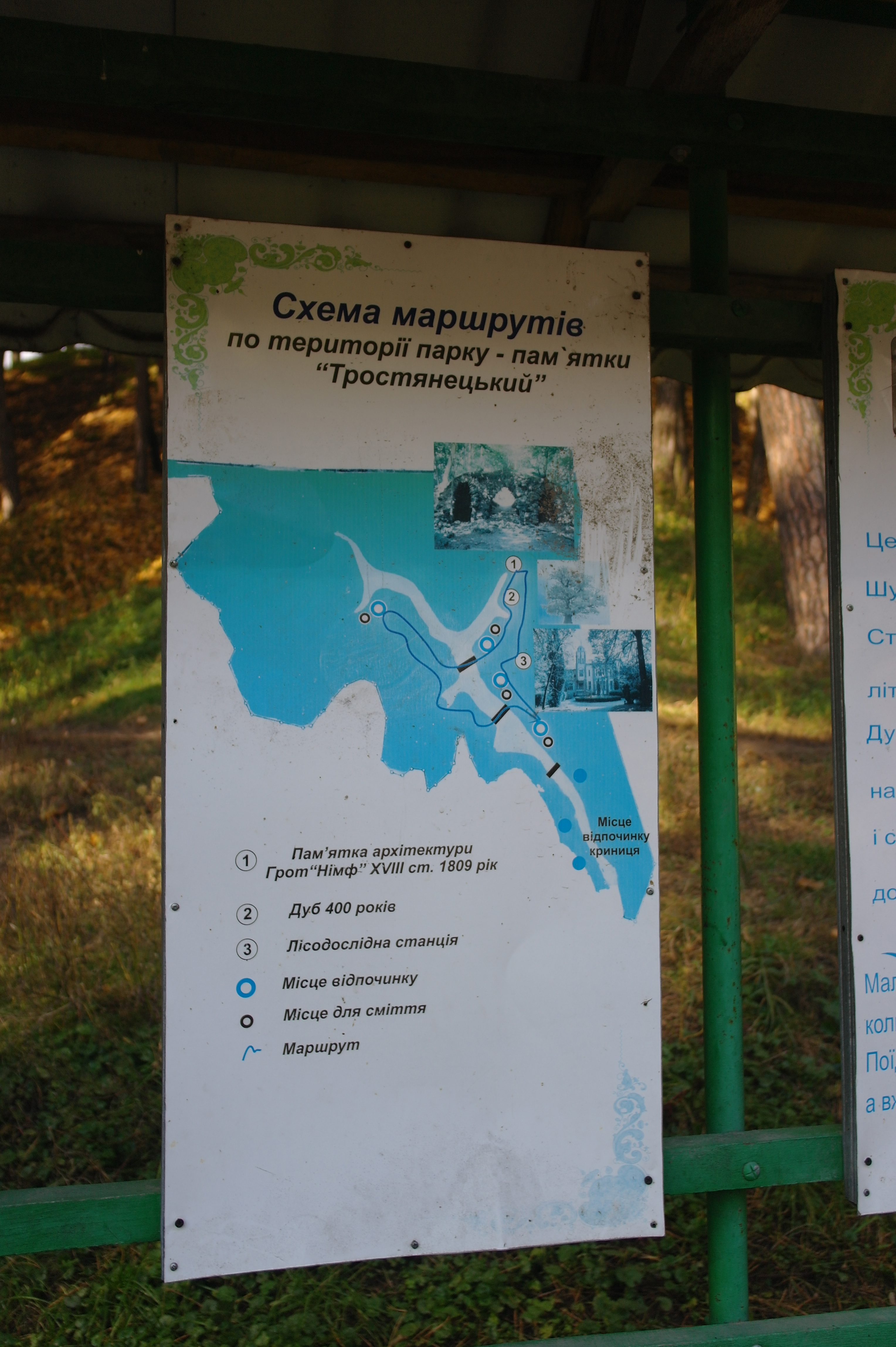
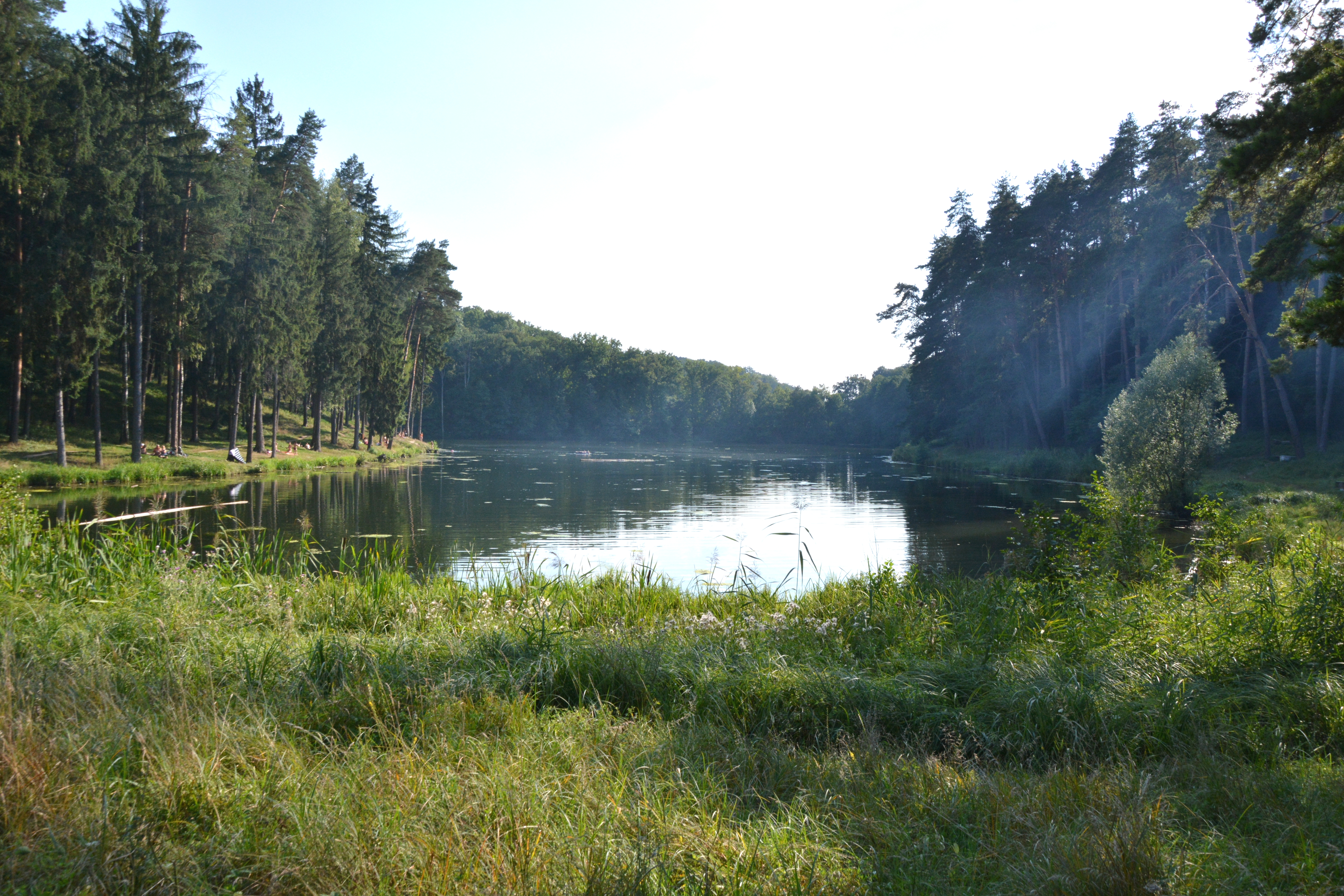
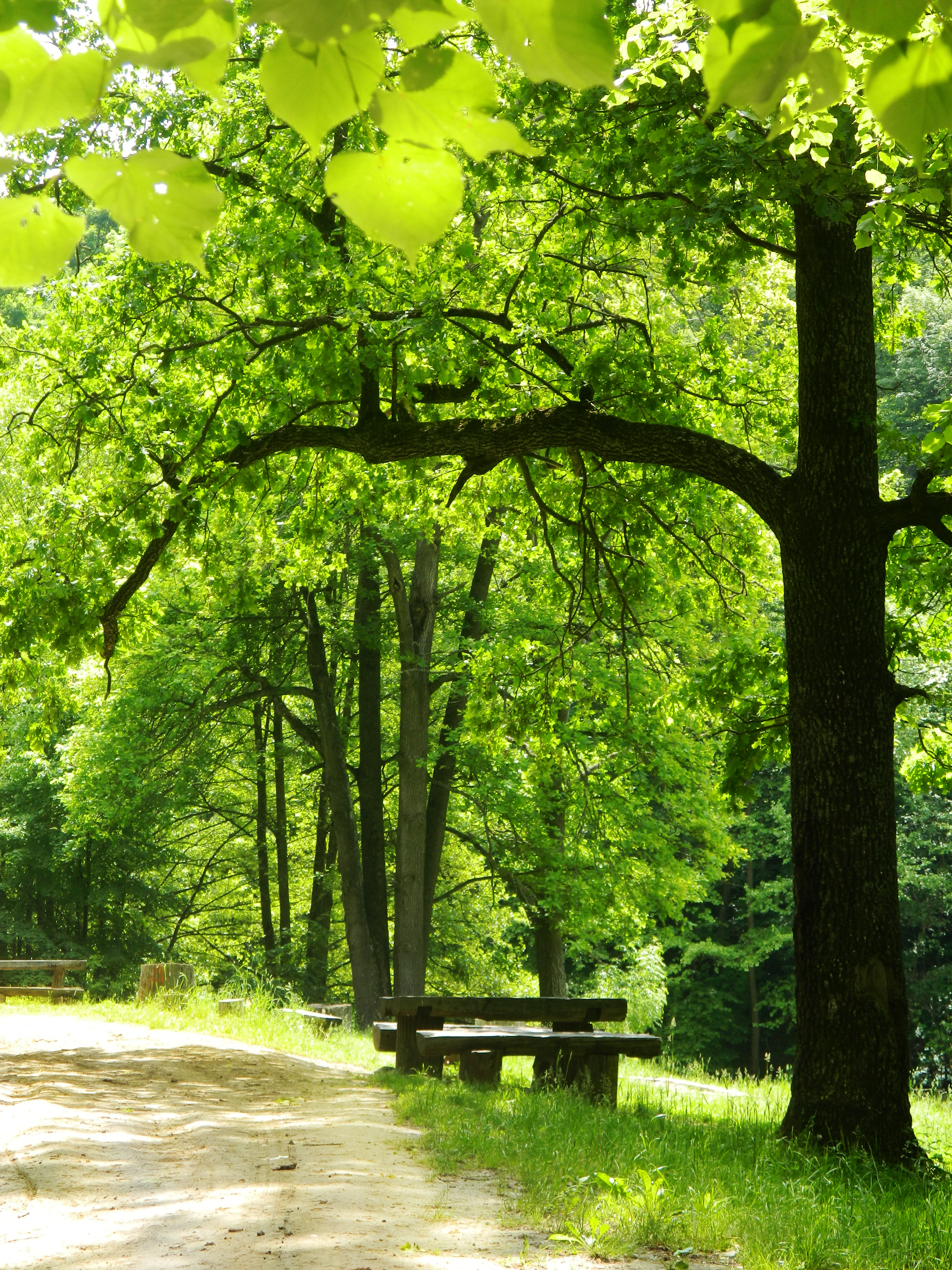
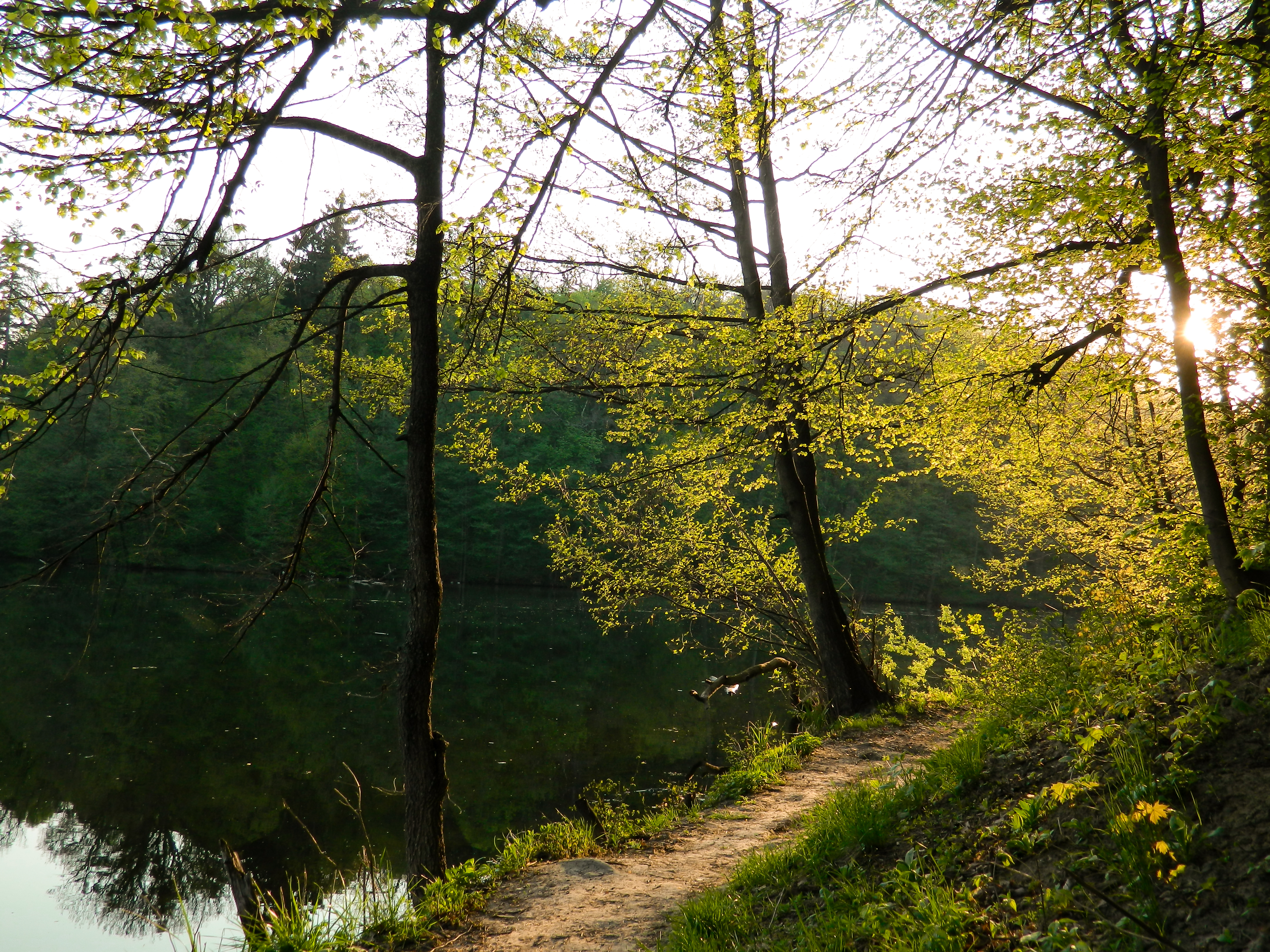